# Akwarystyka

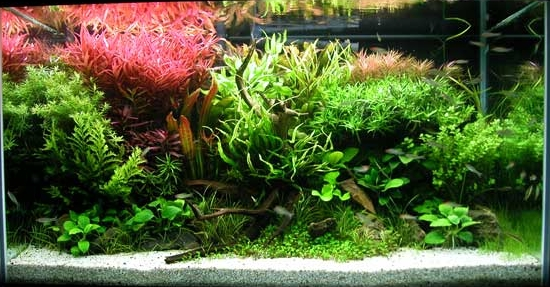
Akwarium holenderskie

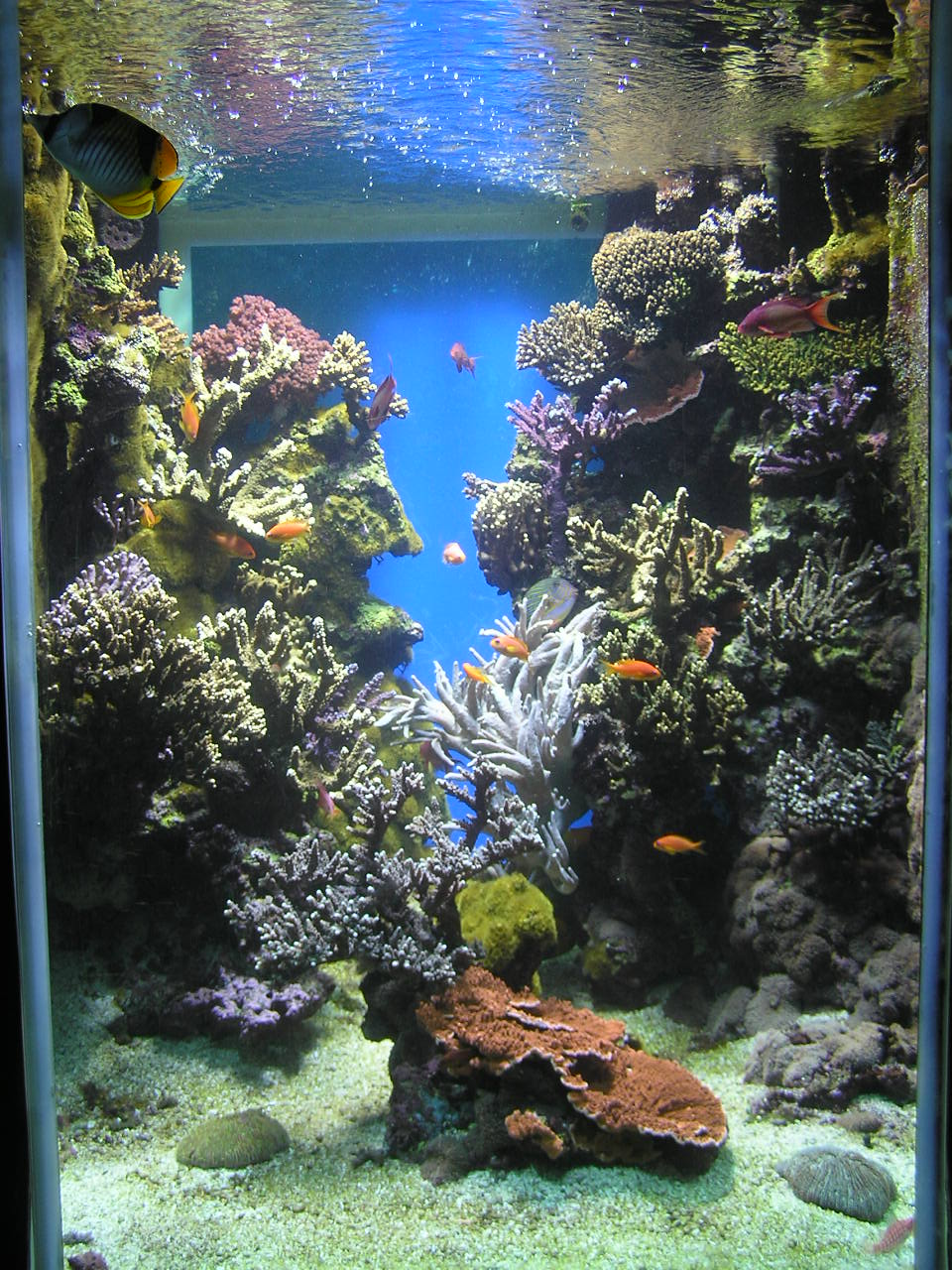
Akwarystyka morska

Akwarystyka – dziedzina wiedzy dotycząca hodowli wodnych zwierząt i roślin w akwarium, amatorskie lub zawodowe zajmowanie się hodowlą organizmów wodnych w akwariach. Ze względu na środowisko, z którego pochodzą hodowane organizmy, wyróżnia się akwarystykę słodkowodną oraz morską. Osoba zajmująca się akwarystyką to akwarysta.

## Historia
Początki akwarystyki sięgają co najmniej lat 2500 p.n.e. Pierwsze hodowle ryb w celach rozrywkowych i konsumpcyjnych prowadzili Sumerowie. W starożytnych Chinach, w glinianych i porcelanowych wazach oraz w ogrodowych oczkach wodnych hodowano karasie złociste (Carasius auratus), z których wywodzą się różne ich odmiany hodowlane, np. popularne welonki. Rzymianie budowali baseny, nierzadko połączone z morzem, w których trzymali gatunki ryb morskich.
W Europie początki akwarystyki przypadają na XIX w., kiedy to badacze zaczęli sprowadzać egzotyczne gatunki ryb i podjęli próbę ich hodowli. Na początku akwaria znajdowały się głównie u ludzi zamożnych. Dziś są one coraz popularniejsze i grupa miłośników tego hobby powiększa się, zwłaszcza wśród młodzieży.
Początki akwarystyki w Polsce datuje się na 1886 rok, wtedy na łamach czasopisma przyrodniczego „Wszechświat” rozpoczęto publikację cyklu artykułów na temat akwarystyki. 2 sierpnia 1909 roku w Królewskiej Hucie (dziś Chorzów) powstało pierwsze na ziemiach polskich towarzystwo pod nazwą „Verein für Aquarien und Terrarienkunde und Naturdenkmalspflege - Agrion” („Stowarzyszenie Lubowników Akwariów i Terrariów i Pielęgnowania Pomników Natury – Agrion”).

## Zalety akwarystyki
- dekoracyjność
- możliwość hodowli różnorodnych gatunków
- niewielkie nakłady czasu i pracy w porównaniu z trzymaniem w domu wielu innych zwierząt egzotycznych
- walory edukacyjne (nauka odpowiedzialności i systematyczności)
- możliwość stworzenia biotopu i obserwacja jego rozwoju

## Zwierzęta akwariowe
- słodkowodne ryby akwariowe
- inne zwierzęta akwariowe (słodkowodne)
- morskie ryby akwariowe
- morskie bezkręgowce akwariowe

## Rośliny
W akwariach hoduje się setki gatunków roślin i ich odmian hodowlanych.